# Tìm vịt hồng sọc
Tìm vịt hồng sọc (tên khoa học: Cacomantis sonneratii) là một loài chim trong họ Cuculidae.